# 1282
Il 1282 (MCCLXXXII in numeri romani) è un anno  del XIII secolo.

## Eventi
- 30 marzo - Scoppiano i Vespri siciliani
- 1º maggio - Battaglia di Forlì tra guelfi e ghibellini: l'esercito francese, chiamato dal papa Martino IV, si scontra con i forlivesi, capitanati da Guido da Montefeltro, risultandone malamente sconfitto. I francesi vedono così cadere una consolidata fama di imbattibilità. L'episodio è ricordato anche da Dante Alighieri, che definisce Forlì "la terra che fe' già la lunga prova e di Franceschi sanguinoso mucchio" (Inferno, XXVI, 43-44).

## Nati
- 2 febbraio - Maud Chaworth, nobile inglese († 1322)
- 1º aprile - Ludovico il Bavaro, sovrano († 1347)
- 15 aprile - Federico IV di Lorena, duca francese († 1329)
- 5 maggio - Giovanni Emanuele di Castiglia, politico e scrittore spagnolo († 1348)
- Alessio II di Trebisonda, imperatore bizantino († 1330)
- Paolo dell'Abbaco, matematico, astronomo e poeta italiano († 1374)
- Elisabetta d'Inghilterra, contessa († 1316)
- Papa Innocenzo VI, papa, vescovo cattolico e cardinale francese († 1362)
- Gwenllian ferch Llywelyn, nobile gallese († 1337)
- Erik Magnusson, duca svedese († 1318)
- Spinetta Malaspina, condottiero italiano († 1352)
- Oscin d'Armenia, re († 1320)
- Uzbek Khan, condottiero mongolo († 1341)
- Caterina Visconti, nobile italiana († 1311)

## Morti
- 2 marzo - Agnese di Boemia, religiosa ceca (n. 1211)
- 16 marzo - Torello da Poppi, monaco cristiano italiano
- 20 marzo - Roberto III delfino d'Alvernia, nobile francese
- 22 marzo - Benvenuto Scotivoli, vescovo cattolico e santo italiano
- 3 aprile - Bernardo Aiglerio, abate francese
- 4 aprile - Caterina d'Asburgo, nobildonna
- 29 aprile - Guillaume de Bray, cardinale francese
- 1º maggio - Taddeo II da Montefeltro, condottiero italiano
- 16 maggio - Tommaso III di Savoia, nobile
- 19 giugno - Eleonora di Montfort, nobile britannica (n. 1252)
- 19 agosto - Hartmann von Heldrungen, cavaliere medievale tedesco
- 25 agosto - Tommaso di Cantilupe, vescovo cattolico e santo britannico
- 2 settembre - Ingrid Elofsdotter, religiosa svedese
- 2 settembre - Benedetto Sinigardi, francescano italiano
- 24 settembre - Giovanni I del Viennois, nobile francese (n. 1264)
- 13 ottobre - Nichiren, monaco buddhista giapponese (n. 1222)
- 30 ottobre - Ibn Khallikan, magistrato iracheno (n. 1211)
- 30 ottobre - Roger Mortimer, I barone di Wigmore, nobile e militare britannico (n. 1231)
- 31 ottobre - Corrado Radicati, vescovo cattolico italiano
- 9 novembre - Valdemaro di Rostock, principe
- 1º dicembre - Margherita Sambiria, nobile danese (n. 1230)
- 8 dicembre - Friedrich von Montalban, vescovo cattolico tedesco
- 11 dicembre - Michele VIII Paleologo, imperatore bizantino (n. 1223)
- 11 dicembre - Llywelyn ap Gruffydd, sovrano gallese (n. 1222)
- Abaqa, sovrano mongolo (n. 1234)
- Giorgio Acropolita, storico e politico bizantino
- Buka Temür, condottiero mongolo
- Florasio di Vicenza, vescovo italiano
- Illuminato da Chieti, vescovo cattolico italiano
- Mengu Timur, condottiero mongolo
- Traidenis, nobile
- Tebaldello Zambrasi, nobile italiano
- Owain Goch ap Gruffydd, sovrano gallese
- Isabella di Beirut (n. 1252)

## Calendario
| Calendario 1282 | Calendario 1282 | Calendario 1282 | Calendario 1282 | Calendario 1282 | Calendario 1282 | Calendario 1282 | Calendario 1282 | Calendario 1282 | Calendario 1282 | Calendario 1282 | Calendario 1282 | Calendario 1282 | Calendario 1282 | Calendario 1282 | Calendario 1282 | Calendario 1282 | Calendario 1282 | Calendario 1282 | Calendario 1282 | Calendario 1282 | Calendario 1282 | Calendario 1282 | Calendario 1282 | Calendario 1282 | Calendario 1282 | Calendario 1282 | Calendario 1282 | Calendario 1282 | Calendario 1282 | Calendario 1282 | Calendario 1282 | Calendario 1282 |
| --------------- | --------------- | --------------- | --------------- | --------------- | --------------- | --------------- | --------------- | --------------- | --------------- | --------------- | --------------- | --------------- | --------------- | --------------- | --------------- | --------------- | --------------- | --------------- | --------------- | --------------- | --------------- | --------------- | --------------- | --------------- | --------------- | --------------- | --------------- | --------------- | --------------- | --------------- | --------------- | --------------- |
|                 | 1               | 2               | 3               | 4               | 5               | 6               | 7               | 8               | 9               | 10              | 11              | 12              | 13              | 14              | 15              | 16              | 17              | 18              | 19              | 20              | 21              | 22              | 23              | 24              | 25              | 26              | 27              | 28              | 29              | 30              | 31              |                 |
| Gennaio         | Gi              | Ve              | Sa              | Do              | Lu              | Ma              | Me              | Gi              | Ve              | Sa              | Do              | Lu              | Ma              | Me              | Gi              | Ve              | Sa              | Do              | Lu              | Ma              | Me              | Gi              | Ve              | Sa              | Do              | Lu              | Ma              | Me              | Gi              | Ve              | Sa              |                 |
| Febbraio        | Do              | Lu              | Ma              | Me              | Gi              | Ve              | Sa              | Do              | Lu              | Ma              | Me              | Gi              | Ve              | Sa              | Do              | Lu              | Ma              | Me              | Gi              | Ve              | Sa              | Do              | Lu              | Ma              | Me              | Gi              | Ve              | Sa              |                 |                 |                 |                 |
| Marzo           | Do              | Lu              | Ma              | Me              | Gi              | Ve              | Sa              | Do              | Lu              | Ma              | Me              | Gi              | Ve              | Sa              | Do              | Lu              | Ma              | Me              | Gi              | Ve              | Sa              | Do              | Lu              | Ma              | Me              | Gi              | Ve              | Sa              | Do              | Lu              | Ma              |                 |
| Aprile          | Me              | Gi              | Ve              | Sa              | Do              | Lu              | Ma              | Me              | Gi              | Ve              | Sa              | Do              | Lu              | Ma              | Me              | Gi              | Ve              | Sa              | Do              | Lu              | Ma              | Me              | Gi              | Ve              | Sa              | Do              | Lu              | Ma              | Me              | Gi              |                 |                 |
| Maggio          | Ve              | Sa              | Do              | Lu              | Ma              | Me              | Gi              | Ve              | Sa              | Do              | Lu              | Ma              | Me              | Gi              | Ve              | Sa              | Do              | Lu              | Ma              | Me              | Gi              | Ve              | Sa              | Do              | Lu              | Ma              | Me              | Gi              | Ve              | Sa              | Do              |                 |
| Giugno          | Lu              | Ma              | Me              | Gi              | Ve              | Sa              | Do              | Lu              | Ma              | Me              | Gi              | Ve              | Sa              | Do              | Lu              | Ma              | Me              | Gi              | Ve              | Sa              | Do              | Lu              | Ma              | Me              | Gi              | Ve              | Sa              | Do              | Lu              | Ma              |                 |                 |
| Luglio          | Me              | Gi              | Ve              | Sa              | Do              | Lu              | Ma              | Me              | Gi              | Ve              | Sa              | Do              | Lu              | Ma              | Me              | Gi              | Ve              | Sa              | Do              | Lu              | Ma              | Me              | Gi              | Ve              | Sa              | Do              | Lu              | Ma              | Me              | Gi              | Ve              |                 |
| Agosto          | Sa              | Do              | Lu              | Ma              | Me              | Gi              | Ve              | Sa              | Do              | Lu              | Ma              | Me              | Gi              | Ve              | Sa              | Do              | Lu              | Ma              | Me              | Gi              | Ve              | Sa              | Do              | Lu              | Ma              | Me              | Gi              | Ve              | Sa              | Do              | Lu              |                 |
| Settembre       | Ma              | Me              | Gi              | Ve              | Sa              | Do              | Lu              | Ma              | Me              | Gi              | Ve              | Sa              | Do              | Lu              | Ma              | Me              | Gi              | Ve              | Sa              | Do              | Lu              | Ma              | Me              | Gi              | Ve              | Sa              | Do              | Lu              | Ma              | Me              |                 |                 |
| Ottobre         | Gi              | Ve              | Sa              | Do              | Lu              | Ma              | Me              | Gi              | Ve              | Sa              | Do              | Lu              | Ma              | Me              | Gi              | Ve              | Sa              | Do              | Lu              | Ma              | Me              | Gi              | Ve              | Sa              | Do              | Lu              | Ma              | Me              | Gi              | Ve              | Sa              |                 |
| Novembre        | Do              | Lu              | Ma              | Me              | Gi              | Ve              | Sa              | Do              | Lu              | Ma              | Me              | Gi              | Ve              | Sa              | Do              | Lu              | Ma              | Me              | Gi              | Ve              | Sa              | Do              | Lu              | Ma              | Me              | Gi              | Ve              | Sa              | Do              | Lu              |                 |                 |
| Dicembre        | Ma              | Me              | Gi              | Ve              | Sa              | Do              | Lu              | Ma              | Me              | Gi              | Ve              | Sa              | Do              | Lu              | Ma              | Me              | Gi              | Ve              | Sa              | Do              | Lu              | Ma              | Me              | Gi              | Ve              | Sa              | Do              | Lu              | Ma              | Me              | Gi              |                 |